# Citharexylum herrerae
Citharexylum herrerae là một loài thực vật có hoa trong họ Cỏ roi ngựa. Loài này được Mansf. mô tả khoa học đầu tiên năm 1925.